# Đỗ Duy Mạnh
Đỗ Duy Mạnh (Hanói, 29 de septiembre de 1996) es un futbolista vietnamita que juega en la demarcación de defensa para el Hanoi T&T FC de la V.League 1.

## Selección nacional
Tras jugar en varias categorías inferiores de la selección, finalmente hizo su debut con la selección absoluta de Vietnam el 8 de octubre de 2015 en un encuentro de clasificación para la Copa Mundial de Fútbol de 2018 contra Irak que finalizó con un resultado de empate a uno tras el gol de Lê Công Vinh para Vietnam, y de Younis Mahmoud para Irak.

## Clubes
| Club         | País    | Año   | Partidos | Goles |
| ------------ | ------- | ----- | -------- | ----- |
| Hanoi T&T FC | Vietnam | 2015- | 204      | 9     |